# Dragan Čavić

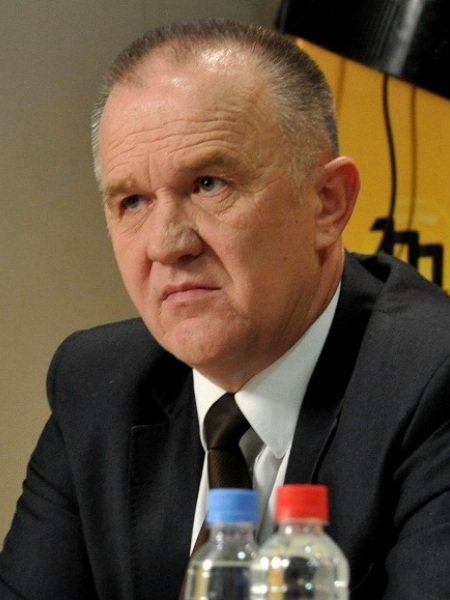
Dragan Čavić (2013)

Dragan Čavić (serbisch-kyrillisch Драган Чавић; * 10. März 1958 in Zenica) ist ein bosnisch-herzegowinischer Politiker.

## Leben
Dragan Čavić lebt seit 1968 in Banja Luka, 1980 schloss er sein Studium an der Wirtschaftsfakultät der Universität Banja Luka ab.
Er ist liberaler eingestellt als seine Vorgänger und distanziert sich von den Verbrechen bosnischer Serben in den Jugoslawienkriegen. Von 2000 bis 2002 war er Vize-Präsident der Republika Srpska. Am 28. November 2002 übernahm er das Amt des Präsidenten der Republika Srpska in Bosnien. In den Wahlen im Oktober 2006 gewann sein Herausforderer Milan Jelić das Rennen um die Präsidentschaft.
Čavić gehörte von 1996 bis 2008 der Serbischen Demokratischen Partei an. 2009 gründete er die Demokratska partija (Demokratische Partei). Seit 2010 ist er Abgeordneter dieser Partei im Parlament der Republika Srpska. Bei der Kommunalwahl 2012 kandidierte er für das Amt des Bürgermeisters von Banja Luka; mit 32,2 % der Stimmen war er Zweitplatzierter hinter Slobodan Gavranović (SNSD), der mit 40,2 % der Stimmen zum Bürgermeister gewählt wurde.